# Elecciones generales de Túnez de 1956
Las elecciones generales se llevaron a cabo en el Reino de Túnez el 25 de marzo de 1956, cinco días después de la independencia del país. Fueron las primeras elecciones en la historia de Túnez. El resultado fue una victoria para la Unión Nacional, una coalición liderada por el partido Neo Destour, que ganó todos los 98 asientos de la primera Asamblea del país, con los comunistas de la oposición y los independientes solamente ganando un combinado del 1.3% de los votos. Después de la elección, Habib Bourguiba fue nombrado primer ministro de un gobierno dominado por Neo Destour. La participación electoral fue 83.6%.

## Resultados
| Partidos                           | Votos   | %    | Escaños |
| ---------------------------------- | ------- | ---- | ------- |
| Unión Nacional                     | 597.763 | 98.7 | 98      |
| Partido Comunista Tunecino         | 7.352   | 1.2  | 0       |
| Independientes                     | 235     | 0.1  | 0       |
| Votos en blanco/anulados           | 1.447   | −    | −       |
| Total                              | 606.899 | 100  | 98      |
| Votantes registrados/participación | 726.168 | 83.6 | −       |
| Fuente: Nohlen et al               |         |      |         |